# Rebiaítas
rebiaítas, Banu Rebia ou Banu Rabia ou só Rebia/Rabia (em árabe: ربيعة; romaniz.: Rabīʿa) foram um grupo tribal árabe, um dos dois que formaram os adenanitas ou "árabes do norte", com o outro sendo os modaritas.

## Genealogia
Segundo os genealogistas, as tribos do norte tinham como ancestral Nizar ibne Maade ibne Adenã, que com Sauda binte Aqui ibne Adenã teve Modar e Iade e com Jadala binte Ualã dos Jurum teve Rebia e Anemar. Por ocasião da divisão da herança de seu pai, Modar foi epitetado como Alamera ("o Vermelho") e Rabia "Alfaras" ("com o cavalo"). Sabe-se que Rebia foi sepultado junto de Nizar. Teve como filhos Aclube, Dubaia e Assade; o último gerou Amira, Anaza e Jadila, de quem descendem os Abedal Cais, Anamir e Uail ibne Cacite. De Uail descendiam os bacritas e taglibitas e dos primeiros, os Hanifa, xaibanitas, Dul, Cais ibne Talaba e outros.
Segundo a introdução do Mujam de Albacri, com a divisão da Arábia entre os descendentes de Maade, os rebiaítas receberam as encostas das colinas de Ganre Di Quinda e a parte central de Date Irque com as partes adjacentes do Négede até Algaur em Tiama. Os rebiaítas e modaritas aumentaram suas terras ao expulsarem outros filhos de Maade de Meca e do distrito. Após a saída dos Abedal Cais para o Barém, várias tribos rebiaítas ocuparam as terras altas do Négede e Hejaz e as fronteiras de Tiama, onde Danaibe, Uaridate, Alas, Xubaite, Batne Jaribe e Taglamã eram seus assentamentos. Como resultado de uma guerra, os vários clãs se separaram e, avançando, chegaram à Mesopotâmia, onde ocuparam as terras que mais tarde usavam seus nomes: Diar Rebia e Diar Baquir.

## História

Reino de Quinda e Estados vizinhos

Até a conquista do Reino de Himiar pelo Império de Axum nos anos 520, rebiaítas e modaritas estiveram sob soberania iamanita, que por vezes os expulsaram. Das guerras que se sucederam, se sabe das batalhas de Baida, Sulã e Cazaza nas quais as tribos maaditas venceram. Serviram o Reino de Quinda, cujos reis se intitulavam "rei de Maade/Modar e Rebia" e Alharite ibne Anre os liderou contra os reis gassânidas e lacmidas, mas perdeu suas conquistas pouco depois. Quando Dunaas morreu e Himiar ruiu, os quinditas repudiaram a suserania do Iêmem e a Guerra de Basus eclodiu entre bacritas e taglibitas. Os taglibitas venceram e os bacritas foram ao rei lacmida Alamúndaro III (r. 505–554), que à época dominava os rebiaítas e modaritas da Arábia Central. Nisso, os taglibitas migraram à Mesopotâmia e logo foram seguidos pelos Banu Namir e outros rebiaítas.
As hostilidades entre bacritas e taglibitas continuaram e na Batalha de Du Car de 605, na invasão do xá Cosroes II (r. 591–628), os taglibitas ajudaram o persa Império Sassânida, mas perderam. Os bacritas celebraram a vitória como um sucesso rebíada contra os persas, liberando a Arábia Central do jugo estrangeiro e abrindo caminho ao islamismo. Os rebiaítas foram suscetíveis ao proselitismo cristão e segundo Xameçadim Alançari de Damasco os coptas descendiam de rebiaítas ou taglibitas que migraram ao Egito em busca de comida. No Ano das Deputações (631), modaritas e rebiaítas como os tamimitas, taquifitas, Abedal Cais e bacritas convertam-se ao islamismo, apesar disso não implicar na submissão da Arábia Central. Em 633, alguns rebiaítas apoiaram Muçailima, o falso profeta, e no mesmo ano alguns rebiaítas do Barém, quiçá os Cais ibne Talaba e Abedal Cais, proclamaram seu rei. Daí em diante, rebiaítas e modaritas aparecem como importantes contingentes dos exércitos muçulmanos. Em 635, Mutana ibne Harita invadiu o Sauade e atacou os rebiaítas e Cubaa em Sucal Canafis e que ainda reconheciam a suserania do Império Sassânida. Em 640, uma grande força foi enviada contra Raca, Nísibis e os nômades rebiaítas e tanuquitas.